# Данкан (Айова)
Данкан (англ. Duncan) — переписна місцевість (CDP) в США, в окрузі Генкок штату Айова. Населення — 57 осіб (2020).

## Географія
Данкан розташований за координатами 43°6′29″ пн. ш. 93°42′17″ зх. д. / 43.10806° пн. ш. 93.70472° зх. д. (43.108156, -93.704674).  За даними Бюро перепису населення США в 2010 році переписна місцевість мала площу 2,05 км², з яких 2,03 км² — суходіл та 0,02 км² — водойми.

## Демографія
Згідно з переписом 2010 року, у переписній місцевості мешкала 131 особа в 33 домогосподарствах у складі 20 родин. Густота населення становила 64 особи/км².  Було 35 помешкань (17/км²).
Расовий склад населення:
| - 94,7 % — білих - 0,8 % — корінних американців |

До двох чи більше рас належало 3,8 %. Частка іспаномовних становила 3,1 % від усіх жителів.
За віковим діапазоном населення розподілялося таким чином: 19,1 % — особи молодші 18 років, 65,6 % — особи у віці 18—64 років, 15,3 % — особи у віці 65 років та старші. Медіана віку мешканця становила 46,1 року. На 100 осіб жіночої статі у переписній місцевості припадало 125,9 чоловіків;  на 100 жінок у віці від 18 років та старших — 120,8 чоловіків також старших 18 років.
Цивільне працевлаштоване населення становило 36 осіб. Основні галузі зайнятості: роздрібна торгівля — 36,1 %, виробництво — 16,7 %.